# Senouillac
Senouillac är en kommun i departementet Tarn i regionen Occitanien i södra Frankrike. Kommunen ligger i kantonen Gaillac som tillhör arrondissementet Albi. År 2022 hade Senouillac 1 123 invånare.

## Befolkningsutveckling
Antalet invånare i kommunen Senouillac
| Referens: INSEE |